# 주성혜
주성혜(朱成惠)는 대한민국 KBS의 제작진이다. 

## 주요 연출작
- 꼬비꼬비 (애니메이션: KBS 아트비전)
- 쁘띠쁘띠 뮤즈 (그래픽 디자인 : KBS 아트비전)
- 메타제트 (애니메이션 : KBS 아트비전)
- 도전! 골든벨 (그래픽 디자인)
- 아침마당 (그래픽 디자인 : KBS 아트비전)